# Острів Стрижева
Стри́жева о́стрів (рос. Стрижева остров) — острів-скеля у морі Лаптєвих, є частиною островів Анжу в складі Новосибірських островів. Територіально відноситься до Республіки Саха, Росія.
Острів розташований біля південного краю Бельковського острова, навпроти мису Скелястого. Береги високі та кам'янисті.
| Росія | Це незавершена стаття з географії Росії. Ви можете допомогти проєкту, виправивши або дописавши її. |